# 하 (오호 십육국)
하(夏, 407년 ~ 431년)는 오호십육국시대 남흉노의 후예인 혁련발발에 의해 건국된 나라이다. 역사상 마지막으로 선우를 칭했던 흉노 국가이다. 흉노의 선조가 고대 하나라의 후손이라는 전설을 바탕으로 하여 하를 국호로 정하였다.

## 역사
407년 유발발은 옛 철불흉노 및 선비의 여러 부족을 규합하여 후진에게서 독립하고 대선우(大單于)·대하천왕(大夏天王)이라 자칭하여 하나라를 건국하였다. 하나라는 오르도스 전역을 평정하였으며, 413년에는 본래 흉노의 성씨인 혁련씨로 성을 바꾸고 통만성(統萬城)을 축성하며 세력을 키웠다. 당시 중원의 강국이었던 북위에 대항하기 위해 414년에는 북연과 동맹을 맺고 북위를 공격하여 415년까지 병주 일대를 점령하였다. 한편 415년에는 북량과 동맹하여 후진 및 서진과 대립하였다. 417년, 관중의 후진이 동진의 유유에 의해 멸망당하자, 하나라군은 남하하여 동진의 후방 수비대를 격파하고 418년, 장안 등 관중의 여러 성을 점령했다. 혁련발발은 제위에 올라 통만성을 수도로 하고, 장안을 남도(南都)로 정하였으며 419년에 진흥이라 개원하였다. 하나라의 영역은 관중, 오르도스, 병주 남쪽에 이르렀고, 토욕혼·북량을 복속시켜, 화북 서쪽에서 대세력을 구축하였다. 424년 혁련발발은 장안에의 병력을 지휘하고 있던 장남 황태자 혁련괴(赫連璝)를 폐하고 4남 혁련륜(赫連倫)을 태자로 삼았다. 이에 혁련괴는 장안에서 반란을 일으켜 통만성을 공격하였다. 혁련괴는 혁련륜을 살해하였으나 3남 혁련창에게 패하여 죽었으며 이에 혁련발발은 혁련창을 태자로 삼았다. 425년 혁련발발이 죽고 혁련창이 즉위하였다.
426년, 혁련창은 서진을 공격하여 수도 포한을 함락하고 서평까지 진격하였으나, 본국이 비어있는 틈을 타 쳐들어온 북위에게 관중의 여러 성을 빼앗겼다. 427년에는 북위의 2차 원정군이 수도 통만성을 함락시켰다. 혁련창은 통만성을 탈출해 안정을 수도로 삼아 저항을 계속했으나, 각지에서 북위에게 패배하였으며 428년 혁련창은 북위군에 사로잡혔다.
혁련창의 동생 혁련정은 평량으로 도망쳐 대선우에 즉위하고, 각지의 패잔병을 규합해 관중을 회복하고 통만성을 제외한 오르도스 지역의 여러 성들을 탈환하였다. 430년, 혁련정은 송과 동맹을 맺고 통만성 탈환에 나섰으나, 북위는 3차 원정군을 파견해 이를 격파하고 평량까지 함락시켰다. 하는 다시 와해되어 혁련정은 패잔병을 이끌고 상규(上邽)로 도망쳐서 수도로 삼았다. 431년 1월, 혁련정은 재기를 위해 서쪽으로 진격하여 남안의 서진을 공격해 멸망시키고, 이어서 전군을 이끌고 북량 원정에 나섰다. 6월, 하나라군은 황하을 건너는 도중 복속했던 토욕혼에게 습격을 받아 괴멸당하고, 혁련정도 사로잡혀 하나라는 멸망했다. 혁련정은 432년, 혁련창은 434년에 각각 북위에 의해 살해당했다.

## 역대 군주

### 하나라 군주 목록
| 대수  | 묘호             | 시호                             | 성명                   | 연호                                                                                                | 재위 기간     |
| ----- | ---------------- | -------------------------------- | ---------------------- | --------------------------------------------------------------------------------------------------- | ------------- |
| -     | -                | 원황제 (元皇帝) (무열제 추숭)    | 혁련고승원(赫連誥升爰) | -                                                                                                   | -             |
| -     | -                | 경황제 (景皇帝) (무열제 추숭)    | 혁련호(赫連虎)         | -                                                                                                   | -             |
| -     | -                | 선황제 (宣皇帝) (무열제 추숭)    | 혁련무항(赫連務恒)     | -                                                                                                   | -             |
| -     | 하 태조 (夏太祖) | 환황제 (桓皇帝) (무열제 추숭)    | 혁련위진(赫連衛辰)     | -                                                                                                   | -             |
| 제1대 | 하 세조 (夏世祖) | 무열황제 (武烈皇帝)              | 혁련발발(赫連勃勃)     | 용승(龍昇) 407년 ~ 413년 봉상(鳳祥) 413년 ~ 418년 창무(昌武) 418년 ~ 419년 진흥(眞興) 419년 ~ 425년 | 407년 ~ 425년 |
| 제2대 | -                | 사황제 (嗣皇帝) (진왕<秦王>)     | 혁련창(赫連昌)         | 승광(承光) 425년 ~ 428년                                                                            | 425년 ~ 428년 |
| 제3대 | -                | 말황제 (末皇帝) (평원왕<平原王>) | 혁련정(赫連定)         | 승광(勝光) 428년 ~ 431년                                                                            | 428년 ~ 431년 |

## 하나라의 문물
현존하는 하나라의 문물로써는 통만성 유적지, 대래성(代來城) 유적지, 태하진흥전(太夏眞興錢)(419년), 전구묘지(田口墓誌)(420년), 대하석마(大夏石馬)(424년), 시문조상(施文造像)(429년), 기년문서로써 돈황, 투르판 문서 수점이 있다. 또한 현존하지 않는 것 중에는 대하용작도(大夏龍雀刀)(413년) 및 통만성 남비 (統万城南碑頌)(419년)등이 알려져 있다.

## 같이 보기
- 오호십육국시대
- 흉노